# Кутригури
Кутригури су припадници хуно-прабугарских племена који су у 5. веку и 6. веку живели у степама североисточно од Црног мора и источно од реке Дон. У ранијем периоду су били у источном делу Хунског царства северно од Кавказа.
Кутригури су били турски номадски коњаници који су цветали у понтско-каспијској степи у 6. веку нове ере. Источно од њих су били слични Утигурима и обе групе су вероватно биле блиско повезане са Бугарима. Ратовали су са Византијским царством и Утигурима. Крајем 6. века апсорбовали су их панонски Авари под притиском Турака.

## Порекло
Почели су да јачају после потчињавања једног дела Хуно-Прабугара Аварима. Хуно-Прабугари који су остали под владавином Утигура, првог Сандилчовог сина, су остали у историји познати као Утигури, а Хуно-Прабугари којима је владао Кутригур, а које су потчинили Авари остали су забележени у историји као Кутригури.

## Историја
Кутригури је помињао Бар Хебреус (Bar Hebraeus) у 6. веку у контексту освајања са Имаон планина (Imaon Mountains). Помињу се и у хроникама, које је у 12. веку написао антиохијски патријарх Михајло Сиријац (Michael the Syrian).
Били су под утицајем Гоктурских кланова (Göktürks), а у 7. веку су се полако повлачили према горњој Волги падајући под разне утицаје и власт. Од тада су се све мање помињали и нестали су са историјске позорнице.